# Desmosoma latipes
Desmosoma latipes är en kräftdjursart som beskrevs av Hansen 1916. Desmosoma latipes ingår i släktet Desmosoma och familjen Desmosomatidae. Inga underarter finns listade i Catalogue of Life.